# 施馬爾貝克河
52°53′23″N 10°9′49″E / 52.88972°N 10.16361°E

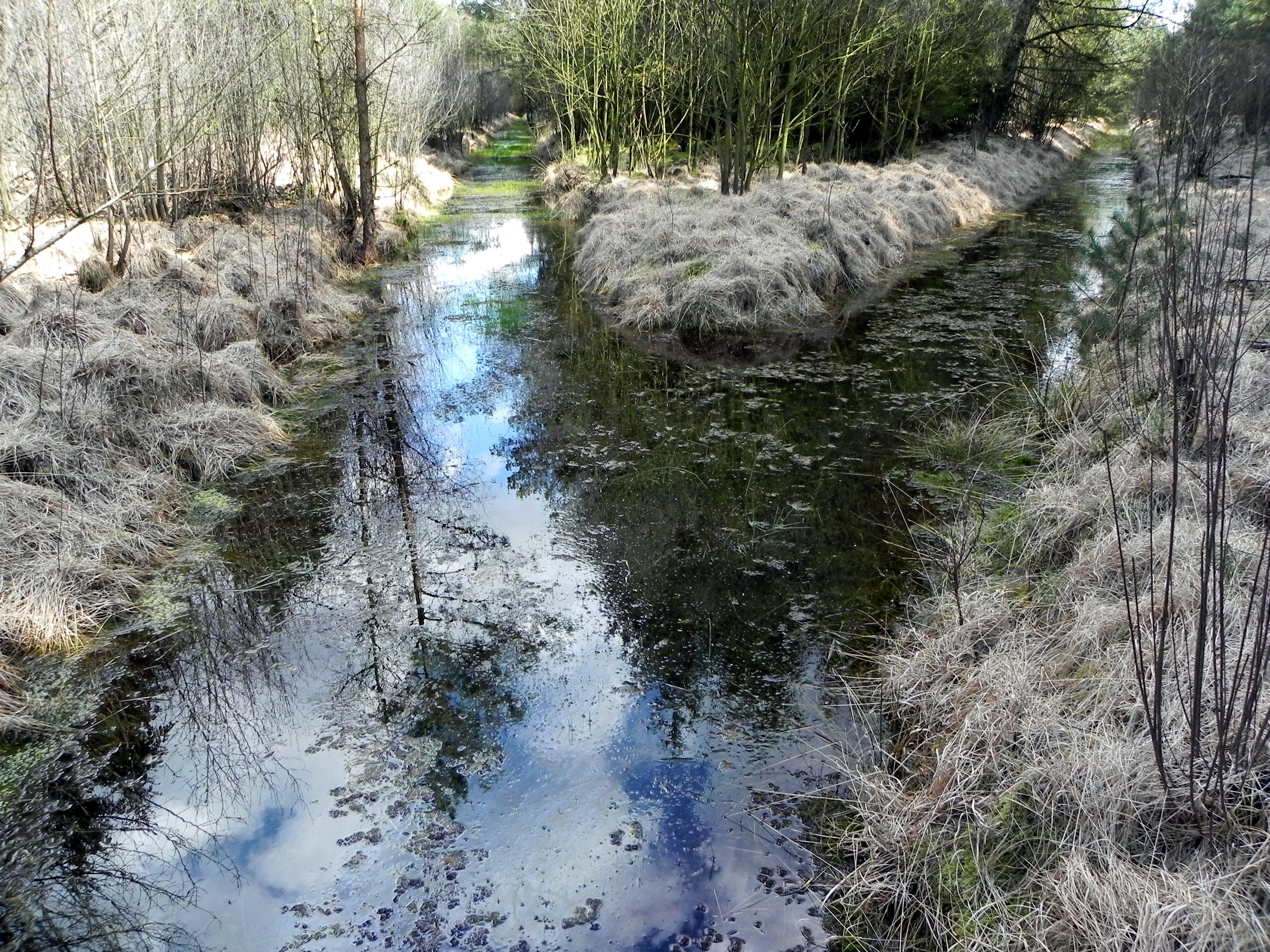
施馬爾貝克河

施馬爾貝克河（德語：Schmarbeck），是德國的河流，位於該國西北部，由下薩克森州負責管轄，河道全長5.7公里，發源自法斯貝格，在19世紀用於灌溉水草甸。